# NKX6-2
NKX6-2 (англ. NK6 homeobox 2) – білок, який кодується однойменним геном, розташованим у людей на короткому плечі 10-ї хромосоми. Довжина поліпептидного ланцюга білка становить 277 амінокислот, а молекулярна маса — 29 263.
| 10         |  | 20         |  | 30         |  | 40         |  | 50         |
| ---------- |  | ---------- |  | ---------- |  | ---------- |  | ---------- |
| MDTNRPGAFV |  | LSSAPLAALH |  | NMAEMKTSLF |  | PYALQGPAGF |  | KAPALGGLGA |
| QLPLGTPHGI |  | SDILGRPVGA |  | AGGGLLGGLP |  | RLNGLASSAG |  | VYFGPAAAVA |
| RGYPKPLAEL |  | PGRPPIFWPG |  | VVQGAPWRDP |  | RLAGPAPAGG |  | VLDKDGKKKH |
| SRPTFSGQQI |  | FALEKTFEQT |  | KYLAGPERAR |  | LAYSLGMTES |  | QVKVWFQNRR |
| TKWRKRHAVE |  | MASAKKKQDS |  | DAEKLKVGGS |  | DAEDDDEYNR |  | PLDPNSDDEK |
| ITRLLKKHKP |  | SNLALVSPCG |  | GGAGDAL    |  |            |  |            |

A: Аланін

C: Цистеїн

D: Аспарагінова кислота

E: Глутамінова кислота

F: Фенілаланін

G: Гліцин

H: Гістидин

I: Ізолейцин

K: Лізин

L: Лейцин

M: Метіонін

N: Аспарагін

P: Пролін

Q: Глутамін

R: Аргінін

S: Серин

T: Треонін

V: Валін

W: Триптофан

Кодований геном білок за функцією належить до білків розвитку. 
Білок має сайт для зв'язування з ДНК. 
Локалізований у ядрі.